# Liga Catolică

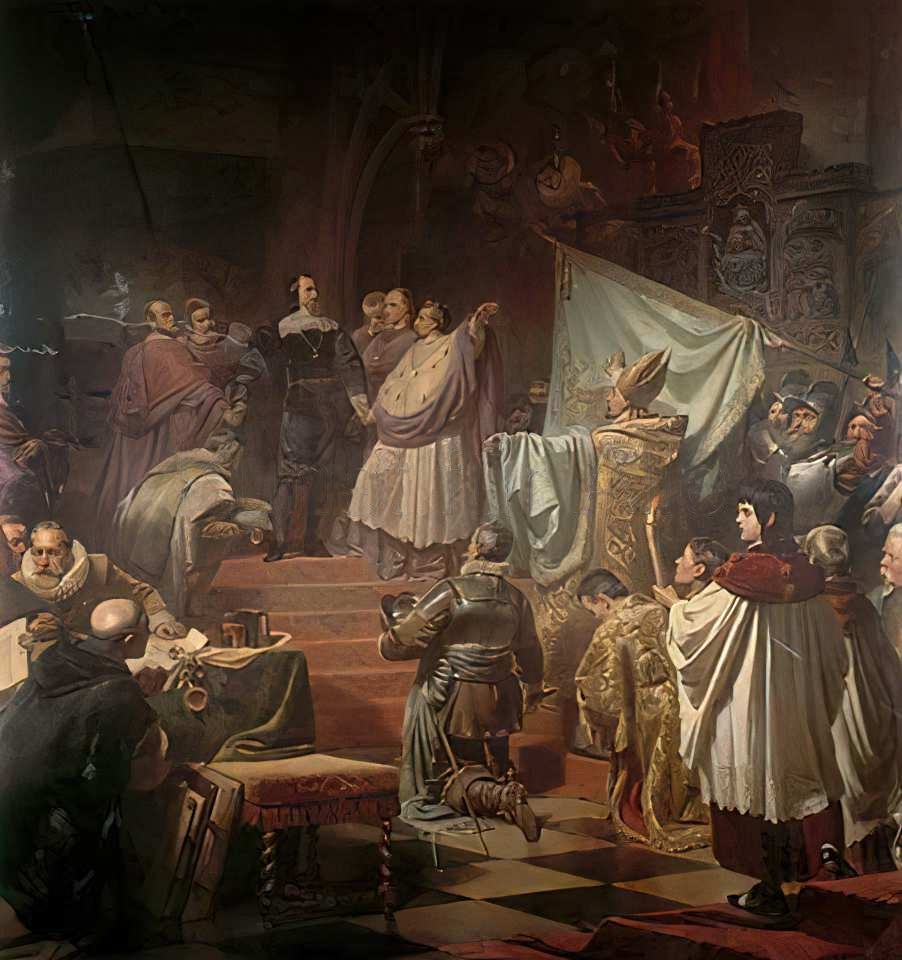
Fondarea Ligii Catolice, 1870 pictură de Karl von Piloty

Liga Catolică (în latină: Liga Catholica, în germană: Katholische Liga) a fost o alianță a unor state catolice din Sfântul Imperiu Roman fondată la 10 iulie 1609 la München, ca răspuns la formarea Uniunii Protestante din 1608.
Alte țări care au participat la alianță au fost: (Austria, Bavaria), Spania, Portugalia, Uniunea Polono-Lituaniană, iar din 1643 până în 1645, Danemarca-Norvegia. Deși s-a format inițial ca o confederație pentru a acționa politic față de Uniunea Protestantă pentru a negocia diverse probleme, după modelul Ligii Catolice Franceze ultra-catolice, mai intransigentă (1576), a fost ulterior încheiată ca o alianță militară „pentru apărarea religiei catolice și a păcii în interiorul Imperiului”.
În ciuda înființării ligii, la fel ca și înființarea Uniunii Protestante, aceasta a exacerbat și mai mult tensiunile de lungă durată dintre reformatorii protestanți și adepții Bisericii Catolice, care ulterior au început să se agraveze cu episoade din ce în ce mai frecvente de neascultare civilă, represiune și răzbunare care au dus în cele din urmă la prima fază a Războiului de Treizeci de Ani, aproximativ un deceniu mai târziu, cu actul de revoltă și cu insulta calculată cunoscută sub numele de a treia defenestrație de la Praga de la 23 mai 1618.